# Högs landskommun, Skåne
För landskommunen med detta namn i Hälsingland, se Högs landskommun, Hälsingland.
Högs landskommun var en tidigare kommun i dåvarande Malmöhus län.

## Administrativ historik
Kommunen bildades i Högs socken i Harjagers härad i Skåne när 1862 års kommunalförordningar trädde i kraft. 
Vid kommunreformen 1952 uppgick kommunen i Löddeköpinge landskommun som 1974 uppgick i Kävlinge kommun.